# Gara Jilava
Gara Jilava este o gară care deservește comuna Jilava, județul Ilfov, România.